# Communauté de communes des Portes du Comminges
La communauté de communes des Portes du Comminges est une ancienne communauté de communes française de la Haute-Garonne.

## Historique
- Création : Arrêté Préfectoral du 14 mai 2007[1]
- Modification du périmètre : Arrêté Préfectoral du 3 décembre 2008 pour l'adhésion de la commune de Montesquieu-Guittaut au 1er janvier 2009[2]
- Modification des statuts : Arrêté Préfectoral du 4 novembre 2009 - Définition de l'intérêt communautaire des points 2 et 5 des compétences optionnelles
- Modification du périmètre : Arrêté Préfectoral du 22 décembre 2010 pour l'adhésion de la commune de Martisserre au 1er janvier 2011[3]
- Intégration des communes de Castelgaillard, Cazac, Goudex, Mauvezin, Riolas et Salherm dans la communauté de communes depuis le 1er janvier 2012
- Le 1er janvier 2014, Ambax, Coueilles et Frontignan-Savès intègrent la communauté de communes.

Le 1er janvier 2017, de la communauté de communes des Portes du Comminges, fusionne avec la communauté de communes du Boulonnais, la communauté de communes Nébouzan-Rivière-Verdun, la communauté de communes du Saint-Gaudinois et la communauté de communes des Terres d'Aurignac pour former la Communauté de communes Cœur et Coteaux du Comminges.

## Communes adhérentes
| Nom                     | Code Insee | Gentilé           | Superficie (km2) | Population (dernière pop. légale) | Densité (hab./km2) |
| ----------------------- | ---------- | ----------------- | ---------------- | --------------------------------- | ------------------ |
| L'Isle-en-Dodon (siège) | 31239      | L'Islois          | 22,58            | 1 769 (2014)                      | 78                 |
| Agassac                 | 31001      | Agassaçois        | 9,58             | 112 (2014)                        | 12                 |
| Ambax                   | 31007      | Ambaxois          | 5,95             | 67 (2014)                         | 11                 |
| Anan                    | 31008      | Anannais          | 13,43            | 235 (2014)                        | 17                 |
| Boissède                | 31072      | Boissédois        | 3,84             | 73 (2014)                         | 19                 |
| Castelgaillard          | 31115      | Castelgaillardois | 6,82             | 63 (2014)                         | 9,2                |
| Cazac                   | 31593      | Cazacois          | 6,23             | 87 (2014)                         | 14                 |
| Coueilles               | 31152      | Coueillois        | 6,45             | 97 (2014)                         | 15                 |
| Fabas                   | 31178      | Fabassiens        | 18,68            | 207 (2014)                        | 11                 |
| Frontignan-Savès        | 31201      | Frontignanais     | 2,81             | 63 (2014)                         | 22                 |
| Goudex                  | 31223      | Goudessois        | 2,61             | 51 (2014)                         | 20                 |
| Labastide-Paumès        | 31251      | Paumésiens        | 8,04             | 154 (2014)                        | 19                 |
| Lilhac                  | 31301      | Lilhacois         | 7,30             | 133 (2014)                        | 18                 |
| Martisserre             | 31322      | Martisserrois     | 6,17             | 60 (2014)                         | 9,7                |
| Mauvezin                | 31333      | Mauvezinois       | 4,76             | 89 (2014)                         | 19                 |
| Mirambeau               | 31343      | Mirambolais       | 3,96             | 68 (2014)                         | 17                 |
| Molas                   | 31347      | Molassiens        | 10,43            | 161 (2014)                        | 15                 |
| Montbernard             | 31363      | Montbernardais    | 18,31            | 225 (2014)                        | 12                 |
| Montesquieu-Guittaut    | 31373      | Montesquivains    | 10,06            | 178 (2014)                        | 18                 |
| Puymaurin               | 31443      | Puymaurinois      | 22,24            | 301 (2014)                        | 14                 |
| Riolas                  | 31456      | Riolasais         | 2,86             | 46 (2014)                         | 16                 |
| Saint-Frajou            | 31482      | Fragulphiens      | 16,61            | 211 (2014)                        | 13                 |
| Saint-Laurent           | 31494      | Saint-Laurentais  | 8,39             | 163 (2014)                        | 19                 |
| Salherm                 | 31522      | Salhermois        | 5,87             | 52 (2014)                         | 8,9                |

## Compétences
Cette communauté défend les intérêts communs des communes membres pour les compétences qui lui sont transférées et les représente auprès des pouvoirs publics européens, nationaux, régionaux et départementaux et des établissements publics intercommunaux.
L'adhésion ou le retrait de la communauté de communes à un syndicat mixte est décidée par le conseil communautaire statuant à la majorité simple.
Selon l'arrêté préfectoral du 4 novembre 2009, la communauté de communes des portes du Comminges exerce en lieu et place des communes membres les compétences suivantes :

### Compétences obligatoires
Aménagement de l'espace communautaire :
- Élaboration, modification et révision d'un schéma de cohérence territoriale (SCOT) et de schémas de secteur ; zones d'aménagement concerté (ZAC) d'intérêt communautaire.
- Élaboration, modification et révision de documents d'urbanisme au sens des dispositions du code de l'urbanisme (PLU et carte communale).

Développement économique :
- La communauté de communes mènera, en concertation avec les acteurs concernés, une action en faveur de l'agriculture consistant en l'organisation des manifestations d'intérêt communautaire à caractère agricole.
- La communauté de communes s'appliquera à mettre en place des actions ou des opérations à caractère économique d'intérêt communautaire. Sont déclarées d'intérêt communautaire les actions ou opérations visant les entreprises ayant réalisé ou projetant de réaliser un investissement financier supérieur à 200000€, ou dont le nombre total d'employés est supérieur à 4.
- La communauté de communes réalisera et gèrera des zones d'activités industrielles (ZAI), commerciales, tertiaires, artisanales et touristiques d'intérêt communautaire. Sont d'intérêt communautaire la réalisation et la gestion de futures zones d'activités d'une superficie minimum de 1,5 hectare et ayant pour objet soit l'installation de 3 entreprises au moins, soit l'installation d'une ou plusieurs entreprise(s), entraînant sur la zone, la création d'au moins 5 emplois.
- La communauté de communes développera une action de service et d'information des entreprises et des particuliers pour le développement ou la création d'au moins 5 emplois.

Développement touristique :
La communauté de communes aura pour mission de définir et de mettre en œuvre une politique touristique d'intérêt communautaire. À cette fin, elle disposera des attributions suivantes :
- élaboration d'un schéma d'aménagement touristique définissant les orientations en matière de développement du tourisme et des loisirs, et comprenant en particulier :
  - la localisation des centres d'hébergement (chambres, gîtes, campings, hôtels…), les zones des équipements, aménagements ou services présentant un intérêt touristique.
  - la localisation des circuits touristiques et des circuits de randonnées (pédestres, équestres et VTT).
  - l'élaboration et l'entretien de circuits touristiques et de randonnées (pédestres, équestres et VTT).
  - la mise en valeur et promotion de la gastronomie locale et des produits du terroir par :
    - la création et la gestion d'un espace promotionnel en faveur des produits du terroir,
    - la réalisation d'études ou l'organisation de manifestations répondant, pour une même action, à l'un des deux seuils suivants : investissement financier supérieur à 10000€, ou fréquentation totale prévisible supérieure à 500 personnes.
- l'information des touristes et promotion touristique du territoire intercommunal.

Tout ou partie de l'élaboration et de la mise en œuvre de la politique touristique de la commune, définie ci-dessus, pourra être déléguée à un office de tourisme intercommunal, dans les conditions prévues par le code du tourisme.

### Compétences optionnelles
Politique du logement et du cadre de vie :
La communauté de communes développera une politique communautaire du logement et du cadre de vie comprenant :
- l'élaboration d'un programme local de l'habitat (PLH),
- la mise en place d'une politique du logement social d'intérêt communautaire. Relèvent de cet intérêt communautaire, les programmes de construction comprenant plus de 4 logements sociaux.

Action sociale d'intérêt communautaire :
La communauté de communes mènera une action sociale d'intérêt communautaire par l'organisation d'un service de transport à la demande et l'organisation d'un service de fourniture de repas à domicile à la demande.
Est d'intérêt communautaire : le soutien à des associations (ou organismes) chargés de l'insertion professionnelle sachant que le choix des associations (ou organismes) sera défini par délibération ponctuelle du conseil communautaire.
Création, entretien et aménagement de la voirie d'intérêt communautaire :
La communauté de communes sera compétente pour créer, entretenir et aménager la voirie communautaire ainsi définie : sont d'intérêt communautaire l'ensemble des voies communales des communes membres.
Protection et mise en valeur de l'environnement :
La communauté de communes sera chargée d'assurer la collecte, l'élimination et la valorisation des déchets des ménages et des déchets assimilés.
Compétence culturelle d'intérêt communautaire :
Est d'intérêt communautaire : le soutien des associations menant des actions culturelles ou assurant la promotion du territoire de la Communauté de Communes, sachant que le choix des associations et des actions sera défini par délibération ponctuelle du conseil communautaire.

### Compétences facultatives
La communauté de communes assurera également les compétences suivantes :
- action en faveur de l'implantation d'un collège cantonal matérialisée par l'achat des terrains destinés à sa construction.
- organisation d'un service destiné à l'organisation de la fourniture et au transport des repas pour les écoles communales.

### Mise à disposition de services
La communauté de communes aura la possibilité de mettre à disposition ses services au profit des communes membres, dans les conditions fixées à l'article L.5211-4-1 du code général des collectivités territoriales. Cette mise à disposition pourra notamment intervenir en matière d'urbanisme pour l'instruction des permis de construire, sous réserve des dispositions du code de l'urbanisme relatives aux compétences conservées par les services de l'État, et en matière de voirie pour celle qui reste dans le champ communal.